# Albignac
Albignac település Franciaországban, Corrèze megyében. Lakosainak száma 235 fő (2022. január 1.). Albignac Beynat, Dampniat, Lanteuil és Palazinges községekkel határos.

## Népesség
A település népességének változása:
| Lakosok száma | 260  | 255  | 263  | 252  | 242  | 248  | 254  | 239  | 231  | 235  |
|               | 1968 | 1982 | 1990 | 2006 | 2013 | 2015 | 2017 | 2019 | 2020 | 2022 |